# Banco Pastor
O Banco Pastor é o segundo banco mais antigo da Espanha, depois do Banco Etcheverría. Começou sua atividade financeira em 1776 com o nome de Jaime Dalmau y Cía. Seu fundador foi Jaime Dalmau Batista que até então coordenava o tráfego de mercadorias e passageiros entre o porto da Corunha e vários portos norte-americanos através de sua companhia marítima. Os emigrantes tinham por costume enviar suas poupanças através de sua companhia marítima, e assim nasceu a ideia de criar o banco que começou a coordenar todo esse capital.
Em 1819 entra José Pastor Taxonera como novo sócio da companhia. Logo se tornaria o emblema da companhia e levaria todo o peso dos negócios. Em 1826, a companhia passa a se chamar Dalmau e Pastor.
Em 1845 José Pastor Taxonera compra a companhia e muda-lhe o nome para José Pastor. Após o falecimento deste em 1853 a companhia passa a se chamar Pastor Hermanos, sendo o diretor o filho do falecido e seus irmãos em 1860.
Em 1868 a companhia troca de nome mais uma vez: agora se chama José Pastor y Cía, pelo fato de José Pastor y Horta (o filho do antigo sócio) se tornar o único sócio vivo. Com ele trabalha seu sobrinho, Pedro Barrié y Pastor, que se mais tarde tornar-se-ia um sócio.
Em 1877 falece José Pastor y Horta, fazendo o banco passar para as mãos de seu herdeiro: Pedro Barrié y Pastor, que mantém o nome da companhia. Em 1888, entra para colaborar Ricardo Rodríguez Pastor, e o banco passa a se chamar Sobrinos de José Pastor. Em 1915, Pedro Barrié de la Maza se torna sócio ao regressar de sua formação financeira na Alemanha, Grã Bretanha e França.
Em 1939 Pedro Barrié de la Maza se torna o único dono do banco. Sob sua direção, o Banco Pastor progride muito.
Pedro Barrié de la Maza falece em 1971. Sua viúva, Carmela Arias y Díaz de Rábago é nomeada presidente do Banco, sendo a primeira mulher a presidir um Banco na Espanha. Ela só sairia deste cargo em 2001, por causa da idade avançada.
Em 2006, o Banco Pastor valia mais de 3,5 bilhões de euros, sendo um dos maiores bancos da Espanha.
O Banco Pastor foi um dos cinco bancos espanhois que em julho de 2011 não passaram a segunda etapa da prova de resistência (stress test) da Autoridade Bancária Europeia (European Banking Authority, EBA).